# Soundwell
Soundwell – wieś w Anglii, w hrabstwie ceremonialnym Gloucestershire, w dystrykcie (unitary authority) South Gloucestershire. Leży 6 km na północny wschód od miasta Bristol i 165 km na zachód od Londynu.